# Forest City (Illinois)
Forest City – wieś w Stanach Zjednoczonych, w stanie Illinois, w hrabstwie Mason.